# A kínai írásjegyek vonássorrendje
A kínai írásjegyek vonássorrendje (han-ce pi-sun (hanzi bishun) 漢字筆順 / 汉字笔顺) a kínai írás azon alapvető szabályrendszere, amely azt a követendő sorrendet írja elő, melynek révén az egyszerű grafikai elemekből, alapvonásokból felépíthetők, megszerkeszthetők az írásjegyelemek, és maguk az írásjegyek is. Jelentősége nem csupán a kínai írás több ezer éves hagyományából fakad, hanem ez biztosítja a kézírás olvashatóságát, az írásjegyek felismerhetőségét, azonosítását, szótárban történő kereshetőségét. A kínai kalligráfia magas fokán, különösen a kurzív írás esetén épp ezen szabályoktól való egyéni, ám rendszert alkotó kisebb-nagyobb eltérések adják az írásmű esztétikumát, értékét.

## Általános elvek
Minden egyes vonásnak megvan a felépítési szabálya: az ecsetvonásoknak meghatározott sorrendben kell követniük egymást, mégpedig általános elvként az írásjegyek határait alkotó virtuális négyszög bal felső sarkából lefelé és jobbra haladva. Az írásjegy gerincét, fő szerkezeti elemét adó nagyobb vonást, ha az egész írásjegyet átjárja, legutoljára húzzák. Ezek a szabályok a hagyományos és az egyszerűsített írásra egyaránt érvényesek.

## A vonássorrend szabályai
- Az írásjegyek írását felülről kell kezdeni, pl.:
- A vízszintes vonások megelőzik a függőleges vonásokat, pl.:
- A balra lejtő vonások megelőzik a jobbra lejtő vonásokat, pl.:
- Az írásjegyet balról jobbra haladva építik fel, pl.:
- A felülről keretezett írásjegyeknél előbb a keretet kell meghúzni, pl.:
- Az alulról keretezett írásjegyeknél a keretet legvégül kell meghúzni, pl.:
- A teljes keretet mindig legvégül kell bezárni, pl.:
- Egy szimmetrikus felépítésű írásjegynél előbb a középső részt kell kialakítani, s csak azután az oldalakat, pl.:

Kivétel: Ha a középső vonal átszeli az írásjegy többi elemét, akkor legvégül kell meghúzni, pl.: 
- A pont vagy az apró vonás legvégül helyezendő el, pl.: